# DECA SPORTA
DECA SPORTA （デカスポルタ、英: Deca Sports）は、ハドソンのスポーツゲームのシリーズ。シリーズの総称は『DECA SPORTAシリーズ（デカスポルタシリーズ）』。各10種類のスポーツを収録しているのが特徴で、またシリーズ作品はすべてアディダスとタイアップしており、ゲーム中の道具も同社のものをモデルとしている。
株式会社ハドソンは2012年にコナミデジタルエンタテインメント (KDE) に吸収合併され、以降KDEがシリーズの著作権を保有している。

## シリーズ一覧
| タイトル                      | 発売日         | ハード          | 販売本数           |
| ----------------------------- | -------------- | --------------- | ------------------ |
| DECA SPORTA                   | 2008年3月19日  | Wii             | 約22万本 約277万本 |
| DECA SPORTA2                  | 2009年4月16日  | Wii             | 約11万本 約74万本  |
| DECA SPORTA（ニンテンドーDS） | 2009年12月17日 | ニンテンドーDS  |                    |
| DECA SPORTA3                  | 2010年9月16日  | Wii             |                    |
| DECA SPORTA FREEDOM           | 2010年12月16日 | Xbox 360        |                    |
| DECA SPORTA 3D SPORTS         | 2011年4月28日  | ニンテンドー3DS |                    |

## DECA SPORTA Wiiでスポーツ"10"種目!
2008年3月19日発売のWii用ソフト。作品テーマカラーは緑。
「デカスポルタリーグ」、「オープンマッチ」、「トーナメント」、「ミニゲーム」の4つのモードが存在する。
「デカスポルタリーグ」では、10種目を続けて行い（各競技ごとにセーブあり）獲得したポイントで競う。最初は「ルーキーリーグ」にしか挑めないが、優勝すると順番に「レギュラーリーグ」、「チャンピオンリーグ」と挑戦できるようになる。また、このモードでは選手に「体調」の概念が存在する（好調・普通・不調の3段階）ため、出場させる選手にも注意が必要である。
「オープンマッチ」は、自由に競技を選んで遊ぶ1-4人用モード。「COMのつよさ」（3段階で、全競技共通）をはじめとして、細かく設定が可能。
「トーナメント」は、8チームが一種目をトーナメント形式で競い合うモードで、基本的には相手チームに勝つことで次の試合に進出できる。レース系競技では、4チームが参加する初戦で2位入賞を果たせば決勝戦進出となる。
「ミニゲーム」では、各スポーツを題材としたミニゲームに挑戦でき、最初に設定された記録に到達するとゲーム内でメダルを手に入れることができる。
なお、スポーツによってはチームごとに利き手の設定が可能。

### バドミントン
1-2人。クォータービューで展開する、シングルス形式で行うバドミントン。選手は自動で移動し、Wiiリモコンを振ってショットとなる。
サーブはロングサーブとショートサーブがあり、Wiiリモコンを上から振り下ろせばロングサーブ、下から振り上げればショートサーブとなる。
高い軌道のショットの場合、シャトルが赤く光ることがあり、この時Wiiリモコンを振り下ろすとスマッシュを打つことができる。
実際の試合と異なり、必ずシャトルがインエリアに落ちるようになっているため、アウトの概念が存在しない。
「オープンマッチ」では、「セット数（1・3セット）」、「セットポイント（5・11・21点）」を設定できる。また、「ミニゲーム」では、一定時間の間次々と打ち込まれるシャトルを打ち返し、相手コートの指定されたエリアに当てて得点を稼ぐ。

### カートレース
1-4人。屋外のコースを最大8台のカートで決められた回数周回するカートレース。2ボタンでアクセル、1ボタン又は十字ボタンでブレーキ、Wiiリモコン（横持ち）を傾けてハンドル操作となる。
「オープンマッチ」では、「コース（初級・中級・上級）」、「周回数（1・3・5周）」を設定できる。また、「ミニゲーム」では、選んだコースを3周するタイムアタックとなる。

### カーリング
1-4人。3人ずつ2チームで、1セットにストーンを交互に6回ずつ投げるデカスポルタ特別ルールを採用したカーリング。
十字ボタン左右で狙いをつけ、Bボタンでストーンを持ち、そのままWiiリモコンを突き出すと選手は滑り出す。このときBボタンを放すとショットとなり、Wiiリモコンのひねり方によって回転をかけることもできる。その後、Wiiリモコンを振ることでスウィーピングができる（相手のストーンはスウィーピングできない）。
投げる際の力は、上下に動く「パワーゲージ」が丁度良いタイミングになったときにWiiリモコンを突き出すことで調節ができる。Lサイズの選手ほどパワーゲージの幅が長いため、より遠くまで投げやすい。また、投げる前にAボタンを押すとハウス全体が表示され、ストーンの軌跡の目安が確認できる。
「オープンマッチ」では、「セット数（2・4・6）」と「サドンデス（あり・なし）」を設定でき、「サドンデス」をありにすると引き分けの場合、ストーンを一回ずつ投げて精度を競う延長戦に突入する。また、「ミニゲーム」では数字の書かれた特別なハウスにストーンを6つ投げ、その数字の合計で競う。

### スノーボードクロス
1-4人。Wiiリモコンを前後に傾けて加速や減速、左右に傾けてターンをしながら、着順を競うスノーボードクロス。
4人の選手がジャンプ台のあるコースを滑走する。途中にあるジャンプ台でトリックを決める（AボタンかBボタンを押しながらWiiリモコンを振る）こともできるが、少し減速するデメリットも存在する。また、他の選手との接触や、ターン時にWiiリモコンを急に傾けると転倒してタイムロスとなるので注意。
「オープンマッチ」では、「コース（初級・中級・上級）」を設定できる。また、「ミニゲーム」では選んだコースを滑走するタイムアタックがプレイできる。

### アーチェリー
1-4人。2人または4人で交互に矢を放つ、50m、30mのアーチェリー。
Bボタンで弓を構え、選手の視点になる。弓のサイトを見ながらポインター操作をして狙いをつけ、Bボタンを放すと矢が放たれる。構えてから10秒以内に矢を放たないとミス（0点）となり、矢が一本無駄になってしまうので注意。また、画面に表示されている風向きを参考にすると、高得点を狙いやすい。
「オープンマッチ」では、「射数（6・10・16本）」と「サドンデス（あり・なし）」を設定でき、「サドンデス」をありにすると、引き分けの時一本ずつ矢を放って精度を競う延長戦に突入する。また、「ミニゲーム」では、どんどん小さくなる的を射り、失敗するまでに何回命中させられるかに挑戦する。

### スーパークロス
1-4人。屋内に設置された凹凸のあるダートコースを、最大8台のバイクで決められた回数周回するスーパークロス。
Wiiリモコン（横持ち）を左右に傾けるとハンドル操作、2ボタンでアクセル、1ボタン又は十字ボタンでブレーキ。また、ジャンプ中は姿勢の制御（前後の傾け）が必要になり、着地点の傾斜と合わないとタイムロスになりやすい。
「オープンマッチ」では、「コース（初級・中級・上級）」と「周回数（1・3・5周）」を設定できる。また、「ミニゲーム」は設定したコースを3周するタイムアタック。

### ビーチバレー
1-4人。2人でチームを組んで対戦するビーチバレー。プレイヤーは1人の選手を操作し、あとは他のプレイヤーかCOMが担当する。
Wiiリモコンを振り上げてから振り下ろすとサーブ（速く振るとジャンプサーブ）、振り上げるとレシーブやトスができる。
味方がトスを上げると、選手がジャンプする場合がある。この時ボールが赤く光るのに合わせてWiiリモコンを振り下ろすとスパイクとなる。トスによっては青く光る場合もあり、より強力なスパイクを狙うこともできる。
スパイクを打たれる時、Wiiリモコンを振り上げるとブロックすることもできる。また、味方のレシーブと同時にWiiリモコンを振ると、状況によってツーアタックを行える。
「オープンマッチ」では、「セット数（1・3セット）」、「セットポイント（5・11・21点）」を設定できる。また、「ミニゲーム」ではコート上の的にボールをスパイクして、点を競う。

### フィギュアスケート
1-4人で、ヌンチャク必須。初級「蝶々夫人」、中級「カルメン」、上級「ヴァイオリン協奏曲」の3つからプログラムを選んで行うフィギュアスケート（楽曲はゲーム用にアレンジされている）。それぞれ最高点数が100、120、140点と異なる。
ガイドマーカーの上をコントロールスティックで滑り（正確なほど高得点）、エレメントマーカー上でWiiリモコンを振って演技を行う。エレメントマーカーの中央で演技をすると「EXCELLENT」、そうでないと「GOOD」の評価を得られるが、エレメントマーカーから逸れた所で演技をすると「MISS」となり、転んでしまうので注意。また、エレメントマーカーが近くに無い場所でWiiリモコンを振るとその場で演技をすることができる（得点にはならない）。
「オープンマッチ」では、「COMのつよさ」以外に設定できる項目は存在しない。「ミニゲーム」では、ガイドマーカーで描かれた図形（全部で7つ）の上をいかに速く、正確に滑れるかを競う。

### バスケットボール
1-2人で、ヌンチャク必須。3on3で戦うバスケットボール。プレイヤーは3人の選手の内1人を操作する。
コントロールスティックで移動し（ドリブルは自動）、Aボタン（B、Zボタンも可）で操作選手の切り替え（パス）、Wiiリモコンを振るとスティールを行える。
ジャンプシュートをする時はWiiリモコンを振り上げてジャンプをしてから、Wiiリモコンを振り下ろす（振り下ろす時の選手の位置が高いほどシュートの成功率が上がる）。またゴール近くで移動中にWiiリモコンを振り上げるとレイアップ、Wiiリモコンを立てたまま真上に突き上げるとダンクシュートとなる（Sサイズでは不可）。
試合はジャンプボール（タイミング良くWiiリモコンを振り上げる）で始まる。また、ボールが外に出た際のスローイン以外で試合が中断されることはない。
「オープンマッチ」では「試合時間（3・5・10分）」、「サドンデス（あり・なし）」を設定でき、「サドンデス」をありにすると引き分け時に先にボールを入れた方が勝ちとなる延長戦に突入する。また、「ミニゲーム」では時間内に何本シュートできるかを競う。

### サッカー
1-2人で、ヌンチャク必須。5人チームで、通常よりやや小さめのフィールドで戦う特別ルールを採用したサッカー。プレイヤーは5人の選手の内1人を操作する。
コントロールスティックで移動（ドリブルは自動）。ボールキープしていない時はAボタン（B、Zボタンも可）で選手を切り替え、Wiiリモコンを振ることでスライディング。ボールキープ時はWiiリモコンを強く振ることでロングキック、弱く振ることでショートキックができる。また、センタリングに対してWiiリモコンをタイミング良く振ると、ダイビングヘッドやオーバーヘッドキックといった強力なシュートを繰り出すことが可能。
実際の試合とは異なり、ボールがコート外に出たりすることはなく、跳ね返る仕様となっている。また、オフサイドやペナルティーキック等の反則も一切存在せず、試合が中断されることはない。
「オープンマッチ」では、「試合時間（3・5・10分）」や「サドンデス（あり・なし）」を設定でき、サドンデスをありにすると引き分け時に先にボールをゴールした方が勝ちとなる延長戦に突入する。また、「ミニゲーム」では4人チームでキーパー相手に何回ゴールできるかを競う（ボールを奪われたら終了）。

## DECA SPORTA2 Wiiでスポーツ"10"種目!
2009年4月16日発売のWii用ソフト。テーマカラーは橙。
収録スポーツ一新の他、DECA SPORTA（一作目）との主な違い等を以下に列挙する。
- セーブ用のファイルを4つまで作成できるようになった（前作では1つ）。
- 「デカスポルタリーグ」から「リーグ」、「ミニゲーム」から「チャレンジ」にモード名を変更。また、3つのリーグ名を「ローカルリーグ」、「ナショナルリーグ」、「グローバルリーグ」に変更。
- 「トーナメント」では「ローカルカップ」、「ナショナルカップ」、「グローバルカップ」から選べるようになった（最初は「ローカルカップ」しか遊べない）。また、最大4人で遊べるようになった。
- チームエディット機能が搭載され、オリジナルチームを一つだけ作成できるようになった。
- スキルポイントの概念が追加され、一人プレイの際の勝敗で増減する。また、スキルポイントにより自分のクラスが決まる（スキルポイントやクラスはスポーツ毎に管理される）。
- 設定できるCOMの強さ（前作同様すべての競技で設定可能）の段階が異なる。最初はビギナー・アマチュアだけだが、クラスが上昇すると設定できる段階が増える。
- 「チャレンジ」は「トーナメント」の「ローカルカップ」で優勝したスポーツのみプレイできるようになる。
- 設定した勝ち数をどちらかのチームが取得するまで連戦する2人専用モード「VSマッチ」が追加された。「リーグ」同様に体調の概念が存在する。

### アイスホッケー
1-2人で、ヌンチャク必須。5対5で戦う、デカスポルタ特別ルールを採用したアイスホッケー。接触などによるファールはない。
コントロールスティックで選手の移動、Zボタンで選手の切り替え（パック未所持時）ができる。またWiiリモコンを振ることでタックルやパスが可能。
Bボタンを押している間、選手は動けなくなる代わりにパワーを溜めることができる。パワーが溜まった状態のままWiiリモコンを振るとシュートとなり、パワーが溜まっているほど強いシュートとなる。Bボタンを離すと溜めたパワーは消失するので注意。
試合はフェイスオフで開始される。周囲のリングが重なった瞬間にWiiリモコンを振るとパックを奪うことができる。
「オープンマッチ」では、「試合時間（4・6・10分）」や「サドンデス（あり・なし）」を設定でき、「サドンデス」をありにすると引き分けの際に延長戦（先にゴールした方が勝ち）に突入する。「チャレンジ」では、3対2（両者キーパーなし）で制限時間内に何回得点できるかで競う（相手にゴールされた場合、そこで終了となる）。

### テニス
1-4人。シングルスとダブルスの2種類の遊び方ができるテニス。選手の動きは基本的に自動で行われ、Wiiリモコンをラケットに見立てて遊ぶ。
Wiiリモコンを振ることでリターンができる。この時、スイングのタイミングを調節すると左右への打ち分けることができる。また、低い位置から真っ直ぐに振り上げるとロブを打つこともできるが、軌道が高く相手にスマッシュを打ち返すチャンスを与えてしまうので注意。他にもWiiリモコンの振り方・速さにより様々な球種を打つことができる。
A・Bボタンでそれぞれ前進・後退ができる。上手く使えばアグレッシブなネットプレイが可能だが、前進・後退中はボールを追わない。
試合はサーブで開始される。Wiiリモコンを振り上げてトスを上げ、振り下ろしてサーブを打つ。打つタイミングを間違えるとファールになりやすい。また、トスしたボールはスイングしなければ自動的にキャッチされる。
試合中、選手の体にボールが当たってしまうこともある。この場合は実際の試合と同様に相手の得点となる。
「オープンマッチ」では、「セット数（3ゲーム、1・3セット）」、「コート（グラス・ハード・クレイ）」を設定できる。また、「チャレンジ」では2分以内にどれだけ相手コートの的を破壊できるかを競う（的は2つ単位で登場し、両方破壊すると新しい的が2つ登場する）。

### 剣道
1-2人。Wiiリモコンを竹刀に見立てて遊ぶ剣道。先鋒・中堅・大将の3選手で団体戦を行う、デカスポルタ特別ルールが採用されている。
十字ボタンの右・上で前進、左・下で後退する（2Pは左右が逆）。また、素早く2回押すとステップ移動（素早い移動）ができる。
Wiiリモコンを縦に振ると面、横に振ると胴を出すことができる。また、相手との間合いが遠い状態で縦に振ると小手を出すことができる（突きはできない）。小手から胴への連携（縦に振ってからすぐに横に振る）といった連続攻撃も可能。
Bボタンを押している間は防御の姿勢を取って技を防ぐことができるが、その間動くことができなくなる。また、一定時間以上押し続けると防御は自動で終了する。
「オープンマッチ」では、「試合時間（1・3・5分）」、「取得本数（一・二・三本）」、「サドンデス」を設定でき、「サドンデス」をありにすると、試合終了時の勝敗数が同じ場合大将による延長戦が始まる。「チャレンジ」では、100人以上の選手と一本勝負を連続で行う。

### スピードスケート
1-2人で、ヌンチャク必須。ダブルトラック方式で行われるスピードスケート。この競技はBボタンとZボタンを常に押しながらプレイする。
スタートの合図と共にWiiリモコンとヌンチャクを同時に振るとスタートダッシュとなり、その後交互に小刻みに素早く振るほど速く滑ることかできる。
スタートダッシュが終了すると、ストレート走行に突入する。交互に素早く動く左右のメーターが溜まった時にWiiリモコン（右のメーター）やヌンチャク（左のメーター）を振ると、加速することができる。溜まっているほど大きく加速することが可能。またカーブでは右のメーターだけとなるが、同じ要領でWiiリモコンを振れば加速できる（ヌンチャクの操作は使用しない）。
実際の試合とは異なり、フライング等のファールは存在しないが、開始前にあらかじめWiiリモコンやヌンチャクを振り続けた場合スタートダッシュは成功しない。
「オープンマッチ」では、「COMの強さ」以外に設定できる項目は存在しない。また、「チャレンジ」では制限時間内にどれだけの距離を滑れるかを競う。

### シンクロナイズドスイミング
1-4人。初級「ピアノ協奏曲第1番」、中級「ワルキューレの騎行」、上級「ラプソディ・イン・ブルー」の3つから演目を選んで行うシンクロナイズドスイミング（楽曲はゲーム用にアレンジされている）。2人演技の「デュエット」（2人協力プレイも可）と5人演技の「チーム」の2種類の遊び方がある。
赤いサウンドリングとプレイヤーの周囲にある黄色のリングが重なった瞬間、いずれかの方向にWiiリモコンを振ることで演技ができる（ぴったり重なった時ほど高得点）。またサウンドリングには以下のような特殊なものも存在する。
- サイドリング
  - 通常のサウンドリングと混在して登場。振る方向（左右のみ）が指定されている。
- ターンリング
  - リングが消えるまでにできるだけWiiリモコンを右回りに回す。
- アップリング
  - 上に矢印が付いたリング。2つのリングが重なった瞬間にWiiリモコンを振り上げることで、大技を決めることができる。

「オープンマッチ」では、「COMの強さ」以外に設定できる項目は存在しない。また「チャレンジ」では、平泳ぎでプールを泳ぐタイムアタックに挑戦する（操作方法は競技と同様で、タイミング良く振るほど速く泳ぐ）。

### ペタンク
1-4人。ダブルス形式で行われるペタンク。最初に1Pのチームがビュットを投げて試合を開始する。
十字ボタンの左右で目標ラインを動かし、Bボタンを押しながらWiiリモコンを振り上げるとボールを投げることができ、速く振るほど遠くまで飛ぶ（ビュットも同様の操作で投げる）。また、Aボタンを押すと上空からの視点となる。
目標ラインには手前から白、青、緑、赤と色が付いているが、これは画面右にあるゲージと同様である。投球時のゲージの動きから、着地点を予想できるようになっている。また、Bボタンを押さずにWiiリモコンを振り上げると素振り（投球前のテスト）となり、ゲージだけが動く。
投げ方には「ポルテ（立ち投げ）」と「ドゥミポルテ（しゃがみ投げ）」があり、十字ボタンの上下で切り替えられる。「ドゥミポルテ」の方がボールが転がりやすい。
「オープンマッチ」では「勝利点数（5・9・13点）」や「コート（クレイ・グラベル）」を設定できる。また「チャレンジ」では、コート内の台座にボールをいくつ乗せられるかで競う（3回失敗で終了）。

### ロードレース
1-4人。最大8台のマシン（バイク）でコースを周回するロードレース。一定速度以上になると画面にスピード線が表示されるといった演出もあり、スピード感のあるレースを楽しむことができる。
Wiiリモコン（横持ち）を傾けてハンドル操作、1ボタン（十字ボタンも可）でブレーキ、2ボタンでアクセルとなる。スリップストリーム（他の選手の後ろについた後、抜かす）やウィリー（Wiiリモコンを振る）をするとスピードアップするが、コーナリングには不向きなので使う場面に注意を要する。
コーナー手前で減速しやすくなる「アシストブレーキ」の設定（オン・オフ）がチーム毎に可能である。また、「オープンマッチ」では「周回数（1・2・3周）」や「コース（初級A/B・中級A/B・上級A/B）」が設定できる。
「チャレンジ」ではコースを選んでのタイムアタックができる。なお、周回数は2回で固定。

### モーグル
1-4人で、ヌンチャク必須。Wiiリモコンとヌンチャクを振って演技を行うモーグル。この競技はBボタンとZボタンを常に押しながらプレイする。
スタートの合図と共にWiiリモコンとヌンチャクを振り下ろすとスタートダッシュとなり、速く滑り降りる。その後、コブが右側にあるときはWiiリモコンを、左側にある時はヌンチャクを振るとエフェクトが輝き、更にスピードアップできる（ターン）。反対にタイミングを間違えると減速してしまう。
ジャンプ台に乗った後、奥のラインに着く前にWiiリモコンとヌンチャクを振ることで演技を行う（エア）。振るタイミングがラインに近いほど、より高度なエアを繰り出せる。また、2回とも同じエアの場合点数は1回分となる。
エアは、大まかに分けて以下の3系統。
- 横回転系エア
  - Wiiリモコン・ヌンチャク共に横に振る。
- 縦回転系エア
  - Wiiリモコン・ヌンチャク共に振り上げる。
- 開脚系エア
  - Wiiリモコンとヌンチャクを上下に互い違いに振る。

「オープンマッチ」では、「COMの強さ」以外に設定できる項目は存在しない。また、「チャレンジ」ではターンの後のジャンプによる飛距離を計測する（他モードに比べて加速しやすいようになっている）。

### ドッジボール
1-2人で、ヌンチャク必須。デカスポルタ特別ルールとして5対5（内野4人・外野1人）で戦うドッジボール。相手の内野選手を全員アウトにし、すべて外野に移動させることで1セット獲得となる。
試合はジャンプボールで開始される。ボールの回りに表示される2つのリングが重なった瞬間に正確にWiiリモコンを振ることで自分側のボールとなる。
移動はコントロールスティックで行う。ボールを持っているときはWiiリモコンを振るとボールを投げ（振る速さでボールの速さが決まる）、Aボタン（B、Zボタンも可）でパスを行う。
ボールを持っていないときはWiiリモコンを振ってよけるか、B、Zボタン両方を同時に押してキャッチすることができる。キャッチのタイミングが良いと「スーパーキャッチ」となり、その後キャッチの難しい「パワーボール」を投げることが可能。ちなみに、「パワーボール」はスーパーキャッチできない。
「オープンマッチ」では、「セット（1・3・5）」や「サドンデス（あり・なし）」を設定でき、「サドンデス」をありにすると引き分け（時間切れで内野が同数）の時に延長戦（先にボールを当てた方が勝ち）に突入する。また「チャレンジ」では、飛んでくるボールを正方形のコート内で避け、一度当たるまでに何秒経過したかを競う（キャッチすることはできない）。

### ダーツ
1-4人。Wiiリモコンのポインター操作で遊ぶダーツ。この競技は水平にしたWiiリモコンを90度回転させ、実際のダーツを持つようにプレイする（右利きの場合、Aボタンが左側になる）。
A・Bボタン両方を押している間表示されるカーソルで狙いをつけた後、そのままWiiリモコンを正確に前に突き出せばダーツを放つ。Wiiリモコンがぶれると狙いもずれるので注意を要する。
本作では「01ゲーム」、「カウントアップ」、「クリケット」の3種類の遊び方が存在し、「01ゲーム」と「クリケット」ではセンターコークで投げる順番が決まる。
「オープンマッチ」では、「ポイント（01ゲームのみ）」、「ラウンド」、「ダブルアウト（01ゲームのみ）」、「サドンデス」を設定できる（設定内容はルールによって変化する）。また、「チャレンジ」ではボード（試合のものとは異なる）の指定したエリアにダーツを放ち、3回失敗するまでに何本入れたかを競う。

## DECA SPORTA DSでスポーツ"10"種目!
2009年12月17日発売のニンテンドーDS用ソフト。テーマカラーは青。
収録スポーツ一新の他、DECA SPORTA2との主な違い等を以下に列挙する。
- ハードの特性上振るといった操作はなく、タッチスクリーンやボタンを使用してプレイする。また、最大6人で対戦可能（DSダウンロードプレイ）。
- 1チーム6人編成に変更。詳しくは、「チーム」の項を参照。
- 「リーグ」や「トーナメント」において、「ビギナーリーグ（カップ）」、「アマチュアリーグ（カップ）」、「プロリーグ（カップ）」に名前を変更。また、「トーナメント」の途中セーブができない。
- COMのつよさの設定やクラスは3段階のみ。
- ロッカールームでスタッフロールを見られるようになった。
- チームエディットで最大6チームを作成できるようになったが、セーブ用のファイルは一つのみ。
- 選手の表情は一種類のみとなっている。
- 表示できる文字数の都合からか、チーム名が簡略化されている場合がある。また、一部チームのユニフォームの色が異なる。

### ゴルフ
1-6人。「ストローク」と2人までの「マッチ」の2種類の遊び方ができるゴルフ。下画面に表示される「ショットスクリーン」上でタッチペンを下にスライドしてバックスイングさせ、そのまま上にスライドしてショットする。
クラブにはウッド（W）、ユーティリティー（UT）、アイアン（I）、ピッチングウェッジ（PW）、サンドウェッジ（SW）の5種類があり、この順番に飛距離が下がる。なおラフでウッド、バンカーでウッドやユーティリティーを使用すると他のクラブよりも飛ばなくなる。
下画面の「全体マップ」や「カメラ切り替え」をタッチしている間、コースの確認ができる。上画面の灰色の線がショットの予想弾道、赤い印が予想着地点だが、上画面の左下には風の表示があり、その分狙いがずれる。
ショットスクリーン上で上にスライドする際、左にはじくと「フック（ドロー）」、右にはじくと「スライス（フェード）」を打つことができる。また、上にスライドした後に下にスライドすると「バックスピン」がかかり、着地後に後ろに転がる。
ボールがグリーンに乗ると、パターしか使えなくなる。転がす距離を3段階から選び、ショットと同様にパッティングをする。なお、グリーンには矢印（芝目）が表示されており、転がるボールに影響を与える。
「オープンマッチ」では、「SUDDEN DEATH（なし・あり）」や「HOLE（1-3・4-6・7-9・1-9）」を設定でき、「SUDDEN DEATH」をありにすると同点の際に延長戦（一打でよりカップに近づけた選手が勝ち）となる。また、「チャレンジ」では打ったボールがカップに近いほどスコアがもらえるスコアアタック（カップの15m外側に3回打つと終了）。

### 卓球
1-2人。シングルス形式で行われる卓球。上画面を見ながらタッチペンで下画面をスライドしてショットを行う。
下画面をタッチしてトスを上げ、頂点に達したところでスライドするとサーブを打つことができる。この際、画面右側をタッチすると右にトス、画面左側をタッチすると左にトスを上げる（トスした側によってフォアハンド、バックハンドサーブを打ち分けられる）。
ショットの際、球種はスピードドライブ（横にスライド）、ループドライブ（上にスライド）、カット（下にスライド）の3種類が存在し、それぞれ軌道や滞空時間が異なる。また、打つタイミングにより左右の打ち分けが可能。
遠くのボールを打つとチャンスボールとなり、相手にスマッシュの機会を与えてしまうので注意。逆に左右に打ち分けて相手を揺らせば、チャンスボールを打たせやすい。
「オープンマッチ」では、「SET（1・3）」や「SCORE（5・11）」を設定できる。
「チャレンジ」では3つ並んだ「カベ」を打ち、スコアを競う。カベは打つ度に緑→黄→赤→（倒れる）→緑と変化し、打つと一点、カベを倒して10点、黄か赤で揃えると5点となる。

### ラグビー
1-2人。ロック（LO）2人、スクラムハーフ（SH）1人、センターバック（CTB）3人でプレイするラグビー。試合開始時のキックオフでは、十字ボタン左右でキックする方向を動かし、Aボタンでキックをする。
十字ボタンで走り、L・Rボタンで左右にパスを行う。またAボタンでロングキック、Bボタンでショートキックとなる。ボールを持っていない時はRボタンで選手の切り替え、Aボタンでタックルが可能。
ボールを持ったまま相手のゴールラインを越えると、自動的にグランディングを行い、トライとなる。その後のゴールキックでは、左右に動く矢印がキックしたい方向になったタイミングでAボタンを押す。
タックルによってボールが落ちると、「ラック」や「スクラム」となる。Aボタンを連射することで押し込み、ボールを奪えた場合L、Rボタンでパスを出すことができる（ボールを奪えたかどうかは上画面のボールマーカーで判別できる）。この際、パスと同時にAボタンを押すと後ろにパス、Bボタンを押すと遠くの選手にパスが可能。
ボールがフィールド外に出た時は、「ラインアウト」となる。選手の頭上にそれぞれA、B、Yと表示され、対応するボタンを押すとパスを出すことができるが、相手も同じボタンを押した場合ボールを奪える確率は50パーセントになる。また、パスの後タックルを行うと「モール」という集まりができるが、この場合もAボタンを連射するとボールを押し込める。
「オープンマッチ」では、「SUDDEN DEATH（なし・あり）」、「GAME TIME（4・6・10）」を設定でき、「SUDDEN DEATH」をありにすると、同点だった場合に延長戦（先に得点した方が勝ち）を行う。また、「チャレンジ」では、ボールを持っている選手が障害物に当たらないようにパスを回して、いつまで当たらずにいられるかを競う。

### セパタクロー
1-2人。ボタンを使って遊ぶセパタクロー。試合はサーブで開始され、Aボタンでスローした後再度Aボタンを押すことでサーブとなる。また、十字ボタン上を併用することで速いサーブとなる。
十字ボタンを使って移動し、タイミング良くAボタンを押すとトスを上げられる。トスは2回までで、3回目で返球となる。Bボタンでスパイクを行い、十字ボタンを併用すると着地点を指定できる。また、守備側はBボタンでブロックできる。
「オープンマッチ」では「SET（1・3）」、「SCORE（5・11）」を設定できる。「チャレンジ」では、相手コートのパネルがデンジャーゾーンに来るまでにボールを当てるスコアアタックで、デンジャーゾーンに3回到達すると終了となる。

### スカイダイビング
1-6人で、協力プレイ対応。タッチペンを使って遊ぶスカイダイビング。6人チームで制限時間内にフォーメーションをいくつ作れるかを競う、「フォーメーションスカイダイビング」に近いルールを採用している。
下画面をタッチして、タッチペンで移動したい方向にスライドすることで移動し、移動し終わるまでに再度タッチすると移動を停止する。
表示されるマーカーに選手の位置を合わせた後は、下画面を上下にスライドすることで選手が回転する。マーカーに完全に一致した段階でフォーメーション完成（1点）となる。
フォーメーションはいくつかのパターンがループする仕様になっているため、それを見越して移動させるとより高得点を期待できる。
「オープンマッチ」では「SUDDEN DEATH（なし・あり）」を設定でき、同点時に再プレイとなる。「チャレンジ」ではリングくぐりのスコアアタックを行い、3回くぐれないと終了。

### チアリーディング
1-6人で、協力プレイ対応。タッチ操作で遊ぶチアリーディング。競技固有アイコンではポンポンを持ったピクトグラムだが、ゲーム中では道具を用いずに6人で演技を行い、120点満点で得点を競う。
外側のサウンドリングが内側のものに重なった瞬間にタッチすることで得点となる。タイミングが良い順にGOOD、EXCELLENTと評価が上がるが、タイミングを間違えるとBADとなり、無得点となる。
矢印が付いたサウンドリングの場合は、タイミング良くその方向に素早くスライドすると得点となる。また大きな矢印（スペシャル演技）の場合は、表示された方向に次々とスライドしてゲージを溜めると得点となる。
演技はいくつかの区間に分かれている。その区間内でBADの評価が一つも無かった場合は区間終了時に綺麗な演技を見ることができる。
「オープンマッチ」では「SUDDEN DEATH（なし・あり）」を設定でき、「SUDDEN DEATH」をありにした場合は同点時に再プレイとなる。「チャレンジ」では、20秒間のスペシャル演技を行い、空中飛ばしの飛距離を競う。

### スポーツクライミング
1-6人。タッチペンを使って遊ぶスポーツクライミング。次のホールドが左側か右側かを見分け、下画面の左側・右側を対応するようにタッチする。
人工壁には大きくせり出した部分があるが、画面を素早くこすることでよじ登ることができる。ちなみにSサイズの方がこする回数は少なくて済む。
ホールドする場所を間違えたり余りに素早くタッチすると、体勢を崩してタイムロスとなってしまうが、落下するようなことはない。
「オープンマッチ」では、「COM」以外に設定できる項目は存在しない。「チャレンジ」では、30秒で何メートル登れるかに挑戦する。

### クレー射撃
1-6人。タッチペンを使って遊ぶクレー射撃。一回のプレイが8つのステーション（ラウンド）に分かれており、それぞれ放出されるクレーの数が決まっている（全25枚）。
クレーの射出カウントダウンが始まった時に下画面をタッチするかカウントが0になると、「コール」となる。上画面の左右に表示されるマーカーからクレーが飛んでくる方向を判断して射撃する。
下画面をスライドすることで上画面の照準を動かすことができる。また、タッチペンを上に素早くスライドすることで射撃を行う。
一回のコールで飛んでくるクレーの数は、カウントダウンの時に画面右下に表示される。なお持ち弾は飛んでくるクレーの数だけしか用意されていないため、撃ち切ると次のコールまで何もできなくなってしまう。
「オープンマッチ」では「SUDDEN DEATH（なし・あり）」を設定でき、「SUDDEN DEATH」をありにすると同点の際延長戦（ステーション4で行う）に突入する。また、「チャレンジ」では次々に飛んでくるクレーを3回撃ち損ずるまで破壊するスコアアタックをプレイできる（持ち弾は無制限）。

### アームレスリング
1-2人。タッチペンで遊ぶアームレスリング。デカスポルタでは、「こすりバトル」と「タッチバトル」の2段階で構成されている。
試合は「こすりバトル」から開始される。開始と同時に下画面を素早く擦ることで相手に対抗することができる。なお、ここで決着が着かなければ「タッチバトル」に突入する。
「タッチバトル」では、「パワーゲージ」が溜まったタイミングで下画面をタッチする。パワーゲージが相手より多かった場合「パワーメーター」が1つ溜まり、4つ溜まった状態で更に溜めると一気に腕を倒すことができる。なお限界を狙って失敗するとパワーゲージが0となってしまう。
ちなみに実際のところ「こすりバトル」で勝敗が着くことは少なく、ほとんどの場合「タッチバトル」で決着を着けることになる。
「オープンマッチ」では、「SET（1・3・5）」を設定できる。「チャレンジ」では、装置を相手に力測定を行う（操作は「こすりバトル」と同じ）。

### ボブスレー
1-6人。2人乗りのそりで着順を競うボブスレー。デカスポルタ2のロードレースと同様に、一定速度以上になるとスピード線が表示される演出がある。
スタート後、十字ボタンとAボタンを素早く押すことで助走をする。助走で時速40kmになった時点でそりに乗り込み、以後は自動的に加速していく。
滑走時は、L・Rボタンでそりを左右に動かすことができる。これを上手く利用することで、壁に当たって減速してしまうのを防ぐことが可能。なお、コーナーは自動的に曲がる。
「オープンマッチ」では、「COURSE（コースA・B）」を設定できる。また「チャレンジ」では、コースA・Bを選んでタイムアタックに挑戦する。

## DECA SPORTA3 Wiiでスポーツ"10"種目!
2010年9月16日発売のWii用ソフト。テーマカラーは赤。
収録スポーツ一新の他、DECA SPORTA2との主な違い等を以下に列挙する。
- ニンテンドーDS同様に1チーム6人編成となる。
- すべての競技において、「ノーマルタイプ」と「マスタータイプ」の2種類の操作方法から選ぶことができる。「マスタータイプ」ではより高度なプレイができるが、その分上級者向けな点もある。なお、「マスタータイプ」ではWiiモーションプラス（Wiiリモコンプラスも可）が人数分必要。また「チャレンジ」や後述の「Wi-Fiコネクション」では非対応である。
- 通常プレイ（「オフラインモード」）の他に「Wi-Fiコネクション」が追加された。「Wi-Fiコネクション」では、ニンテンドーWi-Fiコネクションを利用した対戦やランキングによるスコアアタックができる（対戦はラクロス、ラケットボール、バレーボール、フェンシングに対応）。
- 「みんなであそぶ」を一人で遊べなくなった。よって、本作ではスキルポイントへの影響無しで一人プレイをする方法は存在しない。
- 立体感を付与するなど、タイトルロゴが調整された。

### ラクロス
1-2人で、ヌンチャク必須。防具類を一切装着せず、6対6で戦うラクロス。相手の身体を叩くなどのファウルやアウト・オブ・バウンズは無い。
試合はドローで開始される。表示される2つのリングが重なった瞬間にWiiリモコンを振り上げるとボールを上に飛ばすことができる。この時、振ったタイミングが相手より良ければボールを自動的に得られる。
コントロールスティックで移動し、Wiiリモコンを振ってパスを行う。この時Zボタンでパスする相手を決めることができる。この時、直線パスや山なりパスのどちらかを状況によって自動で行う。
Bボタンを押している間パワーを溜め、移動が遅くなる。一定以上パワーが溜まっている時にWiiリモコンを振るとシュートができる。Bボタンを放すと、溜めたパワーは消失する。ちなみに、ゴールを狙う際はキーパーが居ない側を狙うと得点しやすい。
ボールを持っていないときにZボタンを押すと操作する選手を変更でき、Wiiリモコンを振るとクロスを振ることができる。この操作を利用することで相手選手のクロスを叩きつけ、ボールを奪うことが可能（「チェック」）。
マスタータイプでは、パスする相手をZボタンではなくコントロールスティックで決定し、パスの種類をWiiリモコンの振り方によって決める（振り上げれば山なりパスとなる）。Wiiリモコンを捻って振ればカーブパスをすることもできる。また、チェックをする際は相手の方を向く必要がある。
「オープンマッチ」では「試合時間（4・6・10分）」、「延長戦（あり・なし）」を設定でき、「延長戦」を「あり」にすると引き分け時に延長戦（先にゴールした方が勝ち）に突入する。
「チャレンジ」では正方形のコート内でボールを奪われないように逃げ回るタイムアタックをプレイできる。

### ラケットボール
1-4人で、マスタータイプのみヌンチャク必須。スリーウォール方式（前面・側面を使用）で行われるラケットボール。デカスポルタ3ではシングルスかダブルスのどちからを選んでプレイできる。
試合はサーブで開始される。Wiiリモコンを下に振ってボールをバウンドさせ、表示されるリングがボールと重なった瞬間にWiiリモコンを振るとボールを打つ。
試合開始後、Wiiリモコンを振ることでラケットを振り、リターンをすることができる。また、遅いボールの場合はリングが表示され、重なったタイミングで振ると強力リターン（強いリターン）となり相手が打ち返しづらくなる。
ノーマルタイプでは選手の移動は自動だが、それに対してマスタータイプでは手動（コントロールスティックを使用する）である。また、マスタータイプではWiiリモコンの振り方によってリターンの軌道や速度をより細かく調整できる。
3セットマッチで最終セットまでもつれ込んだ場合はタイブレークとなるが、デカスポルタ3では5点先取のデュースありで行われる。
「オープンマッチ」では「取得ポイント（5・11・15ポイント）」、「セット数（1・3セット）」、「デュース（あり・なし）」を設定できる。
「チャレンジ」では制限時間内に壁を打ち、得点を競う。ボールをぶつけたエリアによって得点やボールの速度変化が異なる。また、ボールのリターンができなかった場合は5秒ロスとなる。

### 丸太切り
1-4人。2人の選手がノコギリの端を持って押し引きし、いかに早く設定した数の丸太を切れるかを競う。
ノコギリに2つ、丸太の中央に1つ印が付いており、印が重なった瞬間に立てたWiiリモコンを突き出すか引き戻すと丸太を切ることができる。この時、タイミングや押し引きを間違えると「衝突」（ひっかかり）となり、ノコギリが一定時間止まってタイムロスとなってしまう。
押し引きがぴったりの場合「ジャスト入力」となり、切るスピードが上がる。連続で行うとどんどん速くなるが、その分タイミングが難しくなり、衝突が起きやすくなる。またノコギリが速いほど衝突時のタイムロスが少しだけ長くなってしまう。
マスタータイプでは、Wiiリモコンの傾きがそのままノコギリに反映され、Wiiリモコンが地面と垂直でないと切るスピードが遅くなってしまう。
「オープンマッチ」では、「切る本数（1・2・3本）」を設定できる。
「チャレンジ」では、硬い物（カボチャや黒曜石等）を次々に切り、2分以内に合計何cm切れたかを競う。なお、切るごとに出てくる物の硬度は上昇する。

### バレーボール
1-2人。一般的な6対6のルールを採用したバレーボール。視点は固定ではなく、状況によって最適化されるのが特徴。
試合はサーブで開始される。Wiiリモコンを振り上げてトスを上げ、表示されるリングが消えた瞬間にWiiリモコンを振り下ろすとサーブとなる。またトスの際に十字ボタン下を押すとアンダーハンドサーブ（この場合は打つときもWiiリモコンを振り上げる）、十字ボタン上を押すとジャンプサーブとなる。
レシーブやトス、スパイクは実際の動きと同様にWiiリモコンを振ることで行う。スパイクのタイミングがリングの重なりとぴったりであれば、「強力スパイク」と呼ばれる素早いスパイクを打つことができる。なお、スパイク時にWiiリモコンをゆっくり振ると「フェイント」となり、相手のブロック（Wiiリモコンを振り上げて行うディフェンス）を無効化できる。
セッターがトスを上げるまでに十字ボタン左を押すとレフトオープン、十字ボタン右を押すとライトオープンができる。何も押さなければセンターオープンとなる。
マスタータイプでは、サーブやスパイクの前後左右の打ち分けをより細かく行うことができる。またトスの際にWiiリモコンを振り下ろすと2アタック、十字ボタン上を押すとAクイック、十字ボタン下を押すとセンターバックアタックを行える。更にディフェンス時のフォーメーションの変更が可能となっており、十字ボタンの左か下でライト側（カメラ視点では左側）を守り、十字ボタンの右か上でレフト側（カメラ視点では右側）を守るフォーメーションに移動する（ゲーム中の「そうさガイド」では2Pは逆と書いてあるが、実際は2Pも同様の視点・操作で行う）。
「オープンマッチ」では「取得ポイント（5・15・25ポイント）」、「セット数（1・3セット）」、「デュース（あり・なし）」を設定できる。
「チャレンジ」では、左右に動く的をスパイクで狙い、制限時間内に何点取れるかに挑戦する。なお、的の速さはスパイクを打ち込むたびに速くなる。

### 板飛び込み
1-4人。弾性のある板でのジャンプから入水までをWiiリモコンを振って行う板飛び込み。デカスポルタ3では5mの高さから飛び込みを行う。
まず最初にジャンプを行う。2つのリングが表示されるので、それを参考にWiiリモコンを振り上げることでジャンプができる。ジャンプの出来映え（振るタイミング）によって、次に行える演技が決定される。
ジャンプの後は選手の動きがスローモーションとなり、演技コマンドと呼ばれる矢印が表示される。演技コマンドには、以下の種類のものがある。
- 直線系
  - 矢印の方向にWiiリモコンを振る。
- 回転系
  - 矢印の方向を参考に、Wiiリモコンを円を描くように動かす。
- V字系
  - 矢印の方向を参考に、WiiリモコンをV字を描くように動かす。

指定された数の演技コマンドをこなすか制限時間が無くなるとスローモーションが解除される。
入水は表示される2つのリングが重なった瞬間を狙ってWiiリモコンを振り下ろすことで行う。少しでも遅いと大きく水しぶきが上がって失敗となるため、高得点を狙うならリングが重なる少し前を意識して振った方が良い。ちなみに先述の演技コマンドを行わなかった場合は選手がふらつき、自動的に入水失敗となる。
マスタータイプでは演技コマンドに「ひねり系」が追加されている。このコマンドでは矢印の向きを参考にする必要はなく、Wiiリモコンを振りながら左右どちらかに捻れば良い。
「オープンマッチ」では、「ラウンド数（1・2・3ラウンド）」を設定できる。
「チャレンジ」では、一回の飛び込みで何回回転できるか挑戦する。表示される無数の回転系演技コマンドを制限時間一杯までこなし、その数により回転を行う。なお、このモードではジャンプと入水は自動で行われる。

### フェンシング
1-2人。やや選手目線に近い臨場感のある視点で行われるフェンシング。デカスポルタ3では「エペ」のルールを採用しており、またポイントを獲得した際の仕切り直しは無い。
2人の選手の回りには「アタックレンジ」と呼ばれる大きなリングが表示されており、その色で間合いを判断することができる。青であれば攻撃が届かない距離であり、黄色であれば攻撃が届く距離であることを意味する。また、アタックレンジが消えた場合は近すぎて攻撃できないことを意味する。
Wiiリモコンを突き出すことで突き、横に振ることでパラードを行う。パラードに成功した場合は攻撃する絶好の機会となるが、失敗した場合は隙が生まれてしまう。
Aボタンで前進、Bボタンで後退する。素早く2回押すと、ステップ移動（素早い移動）が可能。
マスタータイプでは、Wiiリモコンの向きがそのまま剣の向きに反映され、大きく分けて上段、中段、下段、左、右の5方向に突き分けることができる。左右突きは出が遅く、正面の突きを避けながら突けるが、その分パラードされる可能性が高い。
「オープンマッチ」では、「試合時間（1・3分）」や「取得ポイント（5・10・15ポイント）」、「ラウンド数（1・3ラウンド）」、「延長戦（あり・なし）」を設定でき、「延長戦」をありにすると最終的に獲得ラウンド数が同じだった場合に延長戦（1ポイント獲得で勝利）に突入する。
「チャレンジ」では、次々に横から投げられる果物や野菜を1分間突くスコアアタックに挑戦する。連続で突けるとコンボとなり、より高得点を獲得することができる。また、ボウリングボールや鉄球を突いた場合はよろめく上に減点となるので注意。ちなみにこの競技のチャレンジでは、他の競技のチャレンジと流れるBGMが異なる。

### エアレース
1-4人。数々のゲートを正しい姿勢や順番でくぐっていくエアレース。デカスポルタ3ではスタートゲートをくぐるまでは自動で行われ、姿勢を間違えた場合の2秒、ゲートに激突した場合の4秒のタイムペナルティ以外にペナルティは存在しない。
ゲートには「ナイフエッジゲート」と「レベルゲート」があり、その名の通りナイフエッジ飛行やレベル飛行でくぐる必要がある。これらのゲートが組合わさり、旋回して再度通る必要があるゲートも存在する。また、自由な姿勢で左右からくぐる「シケインゲート」も存在する。
Wiiリモコンを上下に傾けると上昇や下降をし、Aボタンを押すと機体はスピードアップする。また、十字ボタン下で一人称視点に変更できる（再度押すと解除）。
ノーマルタイプではWiiリモコンを左右に捻ることでターンを行う。この時傾けた分だけ機体の翼の角度も変化する。また、Bボタンを押しながら捻るとターンせずにナイフエッジ飛行をすることができる。
マスタータイプではBボタンは使用せず、Wiiリモコンを捻ればナイフエッジ飛行、水平にした状態で先端を左右にスライドすればレベル飛行のまま旋回する、といったようにWiiリモコンの状態がそのまま機体に反映されるため、より高度な飛行が可能である。
「オープンマッチ」では、「コース（かんたんA/B・ふつうA/B・むずかしいA/B）」を設定できる。
「チャレンジ」は、制限時間内に山脈の上を浮かぶバルーンを体当たりで次々に割るスコアアタック。大きさによって点数が異なる。

### ハーフパイプ
1-4人。Wiiリモコンを振ってトリックを決めるハーフパイプ。
Wiiリモコンをゴール側（右に滑る時なら左側）に傾けるとスピードアップ、逆に傾けるとスピードダウンとなる。スピードアップすると難易度が上がって得点の高いトリックが出しやすくなる反面、トリックできる回数が少なくなり、スピードダウンはその逆である。
リップに選手が近づくと「トリックリング」が表示される。それがタイミングリングに重なった瞬間にWiiリモコンを振るとトリックを出すことができる。振った方向によってトリックの種類、タイミングによってトリックの評価が異なる。
マスタータイプでは、トリック中にWiiリモコンを前後逆に持ち換えることでスイッチを行える。スイッチ中は曲がりにくく、トリックの難易度も上がる反面点数が少し高くなる。元に戻す場合も同様の操作を行う。
「オープンマッチ」では、「COMレベル」以外に設定できる項目は存在しない。
「チャレンジ」では、セクションをひたすら往復するスコアアタックに挑戦できる。一度トリックに失敗した時点で終了。

### カヤックスラローム
1-4人。Wiiリモコンをパドルに見立てて遊ぶカヤックスラローム。左右を交互に漕いで真っ直ぐに急流を下ったり、時に向きを変えたりしながら「アップストリームゲート」や「ダウンストリームゲート」をくぐっていく。
アップストリームゲートの根元には「ピボットターンアイコン」が表示されており、アイコンにカヤックの向きをある程度合わせた状態である時に限りピボットターンを行える。
ノーマルタイプでは、Wiiリモコン（横持ち）を左に傾けると左、右に傾けると右を漕ぐことができる。また、左右のどちらか一方に傾け続けることでその方向に連続で漕ぎ、曲がることができる（実際のカヤックとは異なり、左を漕いだ場合は左に曲がる）。ピボットターンはWiiリモコンを曲がりたい方に90度傾けて振り下ろすことで行う。
マスタータイプでは、Wiiリモコン（横持ち）を左に傾けてから手前に引くと左、右に傾けてから手前に引くと右を漕ぐことができる。また、左右のどちらか一方に傾けたまま連続で前後に動かすことでその方向に連続で漕ぎ、曲がることができる（実際のカヤックと同様に、左を漕いだ場合は右に曲がる）。ピボットターンは曲がりたい方向にWiiリモコンを90度傾けることで行う。
デカスポルタ3では、ゲートを無視した場合の50秒のタイムペナルティ以外にペナルティは存在しない。
「オープンマッチ」では、「コース（かんたん・ふつう・むずかしい）」を設定できる。
「チャレンジ」では大自然の中にある急流を下るタイムアタックに挑戦できる。5分以内にゴールできなかった場合は無記録となる。

### 大回転
1-4人で、ヌンチャク必須。赤・青のゲートを正確にくぐって滑り降りる大回転。スタート時にタイミング良くWiiリモコンとヌンチャクを振り下ろすと、スタートダッシュが可能。
Wiiリモコンとヌンチャクを立てて持ち、左右に同じ角度に傾けると曲がり、八の字に構えるとボーゲンとなる。
マスタータイプのみ、Wiiリモコンとヌンチャクを前方に倒すとクラウチングが可能。そのまま左右に捻れば僅かだが曲がることができる。
「オープンマッチ」では、「コース（かんたんA/B・ふつうA/B・むずかしいA/B）」を設定できる。
「チャレンジ」ではゲートは登場せず、だんだんと幅員の狭くなる曲がりくねったコースの滑降に挑戦する。選手が崖から転落するまでに滑った距離が記録となる。

## DECA SPORTA FREEDOM
2010年12月16日発売のXbox 360用ソフト。Kinect専用タイトル。
- テニス
- ビーチバレー
- アーチェリー
- 剣道
- モーグル
- フィギュアスケート
- ドッジボール
- スノーボードクロス
- ペイントボール
- ボクシング

## DECA SPORTA 3D SPORTS
2011年4月28日発売のニンテンドー3DS用ソフト。（北米のタイトル名は"Deca Sports Extreme"、欧州では"Sports Island 3D"）
- サッカー
- テニス
- バスケットボール
- 相撲
- ボウリング
- アイスホッケー
- スノーモービル
- トランポリン
- 雪合戦
- スポーツ吹き矢

## チーム
ここではWii・ニンテンドーDSで発売されたシリーズのチームを表記する。
デカスポルタシリーズは1チーム5人編成（ニンテンドーDS以降6人編成）であり、S（スピードタイプ）、M（バランスタイプ）、L（パワータイプ）の3種類の選手に分けられる。
チーム毎にエンブレムがあり、『DECA SPORTA』,『DECA SPORTA2』,『DECA SPORTA3』（以下それぞれ『1』,『2』
,『3』）で各々異なる。『2』はイラスト、『1』,『3』はイニシャルの装飾となっており、『1』に比べ『3』の方が装飾が強くなっている。『DECA SPORTA(DS)』は『2』と同じエンブレムが使用されている。
海外版ではチーム名が異なり、それに合わせて『1』のみエンブレムが変更されている（「スピードスターズ」のみイニシャルが一致するため、エンブレムは同一）。
『DECA SPORTA FREEDOM』ではキャラクターデザインが異なるものの、同名の選手・チームが登場する。

### ワイルドガイズ
パワータイプを中心に構成された男性だけのチーム。イニシャルは「W」。
- ショータ(S)
- ダイスケ(M)
- ユキオ(L)
- ツヨシ(L)
- ダニエル(L)
- キッド(L)（DSより追加）

### キューティガールズ
スピードタイプを中心とした女性だけのチーム。イニシャルは「C」。『2』では「キューティーガールズ」と表記される。
- クルミ(S)
- ミノリ(S)
- エルザ(S)
- マリアン(S)（DSより追加）
- ナツ(M)
- サトミ(L)

### スピードスターズ
全員スピードタイプで編成されたチーム。スピードを要求されるスポーツが得意。イニシャルは「S」。
- アキラ(S)
- ナベ(S)
- カオル(S)
- ケイティ(S)
- ベティ(S)
- テンテン(S)（DSより追加）

### パワーマックス
全員パワータイプの選手であるチーム。力勝負に強い。イニシャルは「P」。
- ロドリゴ(L)
- カルロス(L)
- ワタル(L)
- リンダ(L)
- ヨーコ(L)
- アイス(L)（DSより追加）

### ベーシックフォース
全ての選手がバランスタイプのチーム。長所も欠点も無いのが特徴。イニシャルは「B」
- クリス(M)
- マルコ(M)
- ソニカ(M)
- サクラ(M)
- シノブ(M)
- タロウ(M)（DSより追加）

### ミックスファイターズ
バランスタイプの選手を中心とした、男女混合のチーム。多くのスポーツに柔軟に対応できる。イニシャルは「M」。
- ケイタ(S)
- サトル(M)
- マサヒロ(M)
- リアナ(M)
- ミシェル(M)（DSより追加）
- ミワ(L)

### ハイアンドローズ
バランスタイプの選手が存在しないチーム。イニシャルは「H」。
- エリック(S)
- トモヤ(S)
- オリビア(S)
- ローズ(L)
- ソヨン(L)
- エース(L)（DSより追加）

### フィーバーナイツ
バランスの良いチーム編成とメンバー全員がアフロなのが特徴のチーム。イニシャルは「F」。
- マイク(S)
- タット(M)
- コーヘイ(L)
- チハル(S)（DSより追加）
- ルーシィ(M)
- ハナエ(L)

「タット」のモデルは『1』で主題歌の歌唱を担当したTUT-1026と思われる。

### V J ヒーローズ
『1』でのみ登場が確認されている隠しチーム。Vジャンプからの参加で、メンバー全員がマスクを着けた変わったチームだが、その見た目とは裏腹にバランスの取れたチーム編成である。なお、エンブレムにはVジャンプのロゴの「V」がそのまま使用されている。
- VJ1号(S)
- VJ2号(M)
- VJ3号(L)
- VJ4号(M)
- VJ5号(L)

## 主題歌

### 「DECA SPORTA Wiiでスポーツ"10"種目!」主題歌
「エブリバディー N.A.T.O.remix」
作詞 - TUT-1026
作曲 - NAOTO MAEDA,TUT-1026
アルバム『エブリバディー』に収録。

### DECA SPORTA
- DECASPORTA デカスポルタ ハドソン公式サイト - ウェイバックマシン（2011年3月24日アーカイブ分）
- DECA SPORTA（デカスポルタ） Wiiでスポーツ“10”種目！ - 任天堂

### DECA SPORTA2
- DECASPORTA2 デカスポルタ2 公式サイト｜wiiで楽しむスポーツ超体感ゲーム！（ハドソン公式サイト） - ウェイバックマシン（2012年12月13日アーカイブ分）
- DECA SPORTA 2（デカスポルタ2） Wiiでスポーツ“10”種目! - 任天堂

### DECA SPORTA（ニンテンドーDS）
- DECASPORTA デカスポルタ(DS)（公式サイト） - ウェイバックマシン（2011年8月16日アーカイブ分）
- DECA SPORTA（デカスポルタ） DSでスポーツ“10”種目! - 任天堂

### DECA SPORTA3
- DECA SPORTA 3（デカスポルタ3） Wiiでスポーツ“10”種目! ハドソン公式サイト - ウェイバックマシン（2011年8月14日アーカイブ分）
- DECA SPORTA 3（デカスポルタ3）Wiiでスポーツ“10”種目! - 任天堂

### DECA SPORTA FREEDOM
- DECASPORTA DECA SPORTA FREEDOM（デカスポルタ フリーダム） ハドソン公式サイト - ウェイバックマシン（2011年8月14日アーカイブ分）
- DECASPORTA FREEDOM - Microsoft

### DECA SPORTA 3D SPORTS
- DECA SPORTA 3D SPORTS（デカスポルタ 3Dスポーツ） ハドソン公式サイト - ウェイバックマシン（2011年10月26日アーカイブ分）
- DECA SPORTA 3D SPORTS （デカスポルタ 3Dスポーツ） | ニンテンドー3DS | 任天堂

### TUT-1026
- TUT1026（タットイチゼロニイロク）1stシングル「エブリバディー」 - ウェイバックマシン（2008年12月22日アーカイブ分）